# Xã Springfield, Quận Sangamon, Illinois
Xã Springfield (tiếng Anh: Springfield Township) là một xã thuộc quận Sangamon, tiểu bang Illinois, Hoa Kỳ. Năm 2010, dân số của xã này là 6.245 người.